# Essenciais
Essenciais é um podcast brasileiro lançado em maio de 2018. Exclusivo da plataforma de streaming Deezer, é produzido em parceria com a emissora de rádio Eldorado FM.

## História
O podcast Essenciais foi originalmente lançado em junho de 2018 pela plataforma de streaming Deezer em parceria com a emissora de rádio Eldorado FM, localizada na cidade de São Paulo. Sustentado por entrevistas, o podcast traz artistas da música brasileira e 15 faixas que marcaram a carreira destes artistas. Ao longo de sua história, Essenciais trouxe nomes como Caetano Veloso, Elza Soares, Zeca Pagodinho e Gal Costa. Nos primeiros anos, o podcast foi apresentado por Roberta Martinelli.
Em 2019, o Essenciais passou a ser reproduzido também na Eldorado FM como programa de rádio.
No final de 2019, Essenciais foi indicado na categoria Podcast do Troféu APCA.
Em 2021, Zeca Camargo se tornou o apresentador de Essenciais.

## Integrantes
Atuais
- Zeca Camargo (2021–atualmente)

Ex-integrantes
- Roberta Martinelli (2018–2021)

## Prêmios e indicações
| Ano  | Premiação   | Categoria | Trabalho   | Resultado | Ref.        |
| ---- | ----------- | --------- | ---------- | --------- | ----------- |
| 2019 | Troféu APCA | Podcast   | Essenciais | Indicado  | [ 5 ] [ 6 ] |